# MKS Kalisz
El MKS Kalisz, o Energa MKS Kalisz, por razones de patrocinio, es un club de balonmano polaco de la localidad de Kalisz. En la actualidad compite en la PGNiG Superliga, la máxima categoría del balonmano en Polonia.

## Plantilla 2024-25
|  | Porteros - 01 Kacper Sobczak - 12 Krzysztof Szczecina - 96 Jan Hrdlička Extremos izquierdos - 26 Dawid Molski - 35 Miłosz Bekisz Extremos derechos - 13 Michał Drej - 88 Dawid Fedeńczak Pívots - 11 Mateusz Kus - 14 Łukasz Kucharzyk | Laterales izquierdos - 05 Matija Starčević - 37 Jacek Fajfer - 72 Joel Ribeiro Centrales - 08 Jakub Moryń - 10 Bartosz Kowalczyk Laterales derechos - 19 Gracjan Wróbel - 22 Vladyslav Dontsov |